# La Grande Horloge
Cet article concerne le film de John Farrow. Pour le roman de Kenneth Fearing, voir Le Grand Horloger.
Pour les articles homonymes, voir Grand horloger.
La Grande Horloge (The Big Clock) est un film américain réalisé par John Farrow, sorti en 1948, d'après le roman The Big Clock de Kenneth Fearing.
Le film suit le meilleur reporter d'un grand magazine qui enquête sur un homicide avec d'autant plus d'empressement que tout concourt à le désigner comme l'assassin lui-même.

## Synopsis
Le film s'ouvre sur George Stroud, le rédacteur en chef du magazine Crimeways, qui se cache de la sécurité de son lieu de travail à l'intérieur de la grande horloge de l'immeuble. Cette horloge, la plus grande et la plus sophistiquée jamais construite, domine le hall de l'immeuble de Janoth Publications à New York. Le film revient ensuite en arrière de trente-six heures sur un Stroud impatient de partir pour une lune de miel longtemps reportée à Wheeling en Virginie occidentale avec sa femme Georgette et son fils. Cependant, son patron tyrannique, Earl Janoth, veut qu'il reste pour donner suite à une affaire de disparition que Stroud vient de résoudre, le journaliste refuse avant de se faire renvoyer. Il se rend alors dans un bar pour boire et est distrait par les attentions de Pauline York, la maîtresse glamour de Janoth, qui lui propose un plan de chantage contre Janoth. Lorsque Stroud perd la notion du temps et manque le train prévu, Georgette part en colère pour Wheeling sans lui. Stroud passe la soirée à boire et à sortir en ville avec York à divers endroits, achetant au passage un tableau et un cadran solaire.
Stroud et York se rendent à l'appartement de cette dernière mais voyant Janoth arriver Stroud part. Janoth voit quelqu'un partir de l'appartement mais ne reconnaît pas Stroud dans l'obscurité. Janoth suppose que York fréquente le trompe ce qui entraîne une violente querelle qui se termine lorsqu'il frappe York avec le cadran solaire et la tue. Janoth va voir son assistant, Hagen pour lui raconter ce qui s'est passé, avec l'intention d'aller à la police et de se confesser. Mais Hagen l'en dissuade et le convainc qu'ils peuvent faire porter le chapeau à l'homme que Janoth a vu quitter l'appartement de York. Janoth décide d'utiliser les ressources de Crimeways pour retrouver l'homme au lieu d'appeler la police. Stroud a entre-temps retrouvé sa femme et son fils en Virginie occidentale et lui annonce qu'il a été licencié sans lui parler de son aventure avec York. De son côté, Janoth l'appelle pour le réembaucher, afin de diriger les efforts pour trouver l'homme mystérieux sans mentionner la mort de York. Il mentionne suffisamment de détails pour que Stroud sache que l'homme mystérieux est lui-même et il accepte à contrecœur de reprendre son travail et de mener la chasse à l'homme, à la grande déception de Georgette.
Pendant la chasse à l'homme, Stroud fait semblant de mener l'enquête avec diligence, tout en empêchant qu'on ne l'identifier comme la cible. Parallèlement, il doit aussi mener secrètement sa propre enquête pour prouver la culpabilité de Janoth. Finalement, on identifie plusieurs témoins qui ont vue l'homme mystérieux en compagne de York et ils sont amenés au bâtiment de Janoth. L'un d'eux est l'artiste excentrique Louise Patterson, qui a réalisé le tableau acheté par Stroud. Lorsqu'on lui demande de peindre un portrait de l'homme mystérieux, elle produit un abstrait moderniste fait de taches et de tourbillons non identifiables.
Stroud tente d'éviter les témoins mais l'un d'eux le voit et le reconnaît comme l'homme mystérieux. Le journaliste s'éclipse avant que le témoin ne le désigne aux enquêteurs mais ces derniers savent maintenant que l'homme mystérieux se trouve dans le bâtiment, sans toutefois savoir qui il est. Toutes les sorties du bâtiment sont scellées forçant à sortir par la porte principale sous les yeux des témoins. Les agents de sécurité du bâtiment balaient ensuite le bâtiment pour débusquer l'homme recherché. Stroud échappe à la traque par diverses manœuvres et finit par se cacher dans l'horloge, ce qui met fin à la partie flash-back du début du film. Stroud confronte Janoth et Hagen et présente des preuves qui semblent désigner Hagen comme le tueur. Hagen implore Janoth de l'innocenter mais ce dernier lui répond seulement qu'il lui fournira la meilleure défense possible. Enragé, Hagen se retourne contre Janoth et révèle que Janoth a tué York et qu'il a aidé à le dissimuler. Janoth tire sur Hagen et tente de s'enfuir dans un ascenseur mais la cabine avait été bloquée plus tôt aux étages inférieurs, par Stroud alors qu'il échappait aux hommes de la sécurité.
Tentant de s'en extraire, Janoth fait une chute mortelle dans la cage d'ascenseur et Stroud est lavé de tout soupçon.

## Commentaire
Ce petit film plutôt méconnu ne manque pourtant pas de bons points. Il permet la confrontation de deux titans du cinéma d'alors, Ray Milland et Charles Laughton. Il permet de retrouver la charmante Maureen O'Sullivan (par ailleurs épouse du réalisateur), trop souvent étiquetée comme la Jane de Tarzan Weissmuller, ainsi qu'Elsa Lanchester qui ne fut, elle non plus, « pas que » la fiancée de Frankenstein.

## Fiche technique
- Titre original : The Big Clock
- Titre français : La Grande Horloge
- Réalisation : John Farrow
- Scénario : Jonathan Latimer d'après le roman The Big Clock de Kenneth Fearing
- Production : John Farrow et Richard Maibaum
- Société de production : Paramount Pictures
- Musique : Victor Young
- Photographie : Daniel L. Fapp et John F. Seitz
- Effets visuels : Farciot Edouart et Gordon Jennings
- Montage : LeRoy Stone et Eda Warren
- Pays d'origine :  États-Unis
- Langue originale : anglais
- Format : noir et blanc – 35 mm – 1,37 – mono (Western Electric Recording)
- Genre : thriller, drame
- Durée : 95 minutes
- Date de sortie : 
  -  États-Unis : 9 avril 1948
  -  France : 17 juin 1949
- Affiche : Boris Grinsson (France)

## Distribution
- Ray Milland : George Stroud
- Charles Laughton : Earl Janoth
- Maureen O'Sullivan : Georgette Stroud
- George Macready : Steve Hagen
- Rita Johnson : Pauline York
- Elsa Lanchester : Louise Patterson
- Harold Vermilyea : Don Klausmeyer
- Dan Tobin : Ray Cordette
- Harry Morgan : Bill Womack
- Henri Letondal : antiquaire
- Lloyd Corrigan : colonel Jefferson Randolph / McKinley
- Philip Van Zandt : Sidney Kislav
- Margaret Field : la deuxième secrétaire
- Theresa Harris (non créditée) : Daisy, la servante de Stroud